# Tillières
Tillières és un municipi francès situat al departament de Maine i Loira i a la regió de País del Loira. L'any 2007 tenia 1.687 habitants.

## Demografia

### Població
El 2007 la població de fet de Tillières era de 1.687 persones. Hi havia 661 famílies de les quals 171 eren unipersonals (101 homes vivint sols i 70 dones vivint soles), 210 parelles sense fills, 268 parelles amb fills i 12 famílies monoparentals amb fills.
La població ha evolucionat segons el següent gràfic:
Habitants censats

### Habitatges
El 2007 hi havia 707 habitatges, 676 eren l'habitatge principal de la família, 9 eren segones residències i 21 estaven desocupats. 667 eren cases i 18 eren apartaments. Dels 676 habitatges principals, 538 estaven ocupats pels seus propietaris, 133 estaven llogats i ocupats pels llogaters i 5 estaven cedits a títol gratuït; 20 tenien una cambra, 29 en tenien dues, 88 en tenien tres, 166 en tenien quatre i 372 en tenien cinc o més. 568 habitatges disposaven pel capbaix d'una plaça de pàrquing. A 262 habitatges hi havia un automòbil i a 363 n'hi havia dos o més.

### Piràmide de població
La piràmide de població per edats i sexe el 2009 era:
| Homes | Edats   | Dones |
| ----- | ------- | ----- |
| 4     | 95 o +  | 0     |
| 0     | 90 a 94 | 0     |
| 12    | 85 a 89 | 8     |
| 0     | 80 a 84 | 4     |
| 12    | 75 a 79 | 24    |
| 32    | 70 a 74 | 56    |
| 40    | 65 a 69 | 28    |
| 36    | 60 a 64 | 28    |
| 28    | 55 a 59 | 28    |
| 32    | 50 a 54 | 36    |
| 52    | 45 a 49 | 44    |
| 52    | 40 a 44 | 52    |
| 48    | 35 a 39 | 44    |
| 76    | 30 a 34 | 48    |
| 24    | 25 a 29 | 24    |
| 32    | 20 a 24 | 32    |
| 48    | 15 a 19 | 64    |
| 60    | 10 a 14 | 60    |
| 32    | 5 a 9   | 36    |
| 32    | 0 a 4   | 28    |

## Economia
El 2007 la població en edat de treballar era de 1.067 persones, 898 eren actives i 169 eren inactives. De les 898 persones actives 861 estaven ocupades (487 homes i 374 dones) i 36 estaven aturades (10 homes i 26 dones). De les 169 persones inactives 72 estaven jubilades, 47 estaven estudiant i 50 estaven classificades com a «altres inactius».

### Ingressos
El 2009 a Tillières hi havia 686 unitats fiscals que integraven 1.774,5 persones, la mediana anual d'ingressos fiscals per persona era de 16.581 €.

### Activitats econòmiques
Dels 59 establiments que hi havia el 2007, 1 era d'una empresa alimentària, 1 d'una empresa de fabricació de material elèctric, 6 d'empreses de fabricació d'altres productes industrials, 17 d'empreses de construcció, 12 d'empreses de comerç i reparació d'automòbils, 2 d'empreses d'hostatgeria i restauració, 2 d'empreses financeres, 1 d'una empresa immobiliària, 11 d'empreses de serveis, 5 d'entitats de l'administració pública i 1 d'una empresa classificada com a «altres activitats de serveis».
Dels 18 establiments de servei als particulars que hi havia el 2009, 1 era una oficina bancària, 1 taller de reparació d'automòbils i de material agrícola, 1 paleta, 3 guixaires pintors, 6 fusteries, 3 lampisteries, 2 electricistes i 1 perruqueria.
Dels 2 establiments comercials que hi havia el 2009, 1 era una botiga de menys de 120 m² i 1 una fleca.
L'any 2000 a Tillières hi havia 76 explotacions agrícoles que ocupaven un total de 1.886 hectàrees.

## Equipaments sanitaris i escolars
L'únic equipament sanitari que hi havia el 2009 era una farmàcia.
El 2009 hi havia 2 escoles elementals.

## Poblacions més properes
El següent diagrama mostra les poblacions més properes.